# Victoria Libertas Pallacanestro 2014-2015
Questa voce raccoglie le informazioni riguardanti la Victoria Libertas Pallacanestro nelle competizioni ufficiali della stagione 2014-2015.

## Stagione
La stagione 2014-2015 della Victoria Libertas Pallacanestro sponsorizzata Consultinvest, è la 56ª nel massimo campionato italiano di pallacanestro, la Serie A.

## Roster
Aggiornato al 5 gennaio 2017.
| Consultinvest Pesaro 2014-15 | Consultinvest Pesaro 2014-15 |
| Giocatori                    | Staff tecnico                |
| ---------------------------- | ---------------------------- |

| N. | Naz.                                     | Ruolo | Nome               | Anno | Alt.   | Peso   |  |
| -- | ---------------------------------------- | ----- | ------------------ | ---- | ------ | ------ |  |
| 0  | Stati Uniti (bandiera)                   | A     | LaQuinton Ross     | 1991 | 203 cm | 100 kg |  |
| 00 | Stati Uniti (bandiera)                   | P     | Kendall Williams   | 1991 | 193 cm | 82 kg  |  |
| 1  | Stati Uniti (bandiera)                   | G     | Anthony Myles      | 1992 | 196 cm | 93 kg  |  |
| 3  | Italia (bandiera)                        | P     | Nicolò Basile      | 1995 | 189 cm | 80 kg  |  |
| 4  | Stati Uniti (bandiera)                   | G     | Frank Gaines       | 1990 | 193 cm | 91 kg  |  |
| 5  | Argentina (bandiera) · Italia (bandiera) | G     | Bernardo Musso (C) | 1986 | 193 cm | 90 kg  |  |
| 8  | Italia (bandiera)                        | A     | Tommaso Raspino    | 1989 | 197 cm | 80 kg  |  |
| 11 | Stati Uniti (bandiera)                   | P     | Chris Wright       | 1989 | 185 cm | 95 kg  |  |
| 13 | Stati Uniti (bandiera)                   | C     | Wally Judge        | 1990 | 206 cm | 113 kg |  |
| 23 | Italia (bandiera)                        | A     | Nicholas Crow      | 1989 | 199 cm | 80 kg  |  |
| 25 | Stati Uniti (bandiera)                   | C     | Juvonte Reddic     | 1992 | 206 cm | 112 kg |  |
| 33 | Italia (bandiera)                        | AG    | Lorenzo Tortù      | 1993 | 200 cm | 90 kg  |  |
| 44 | Ungheria (bandiera)                      | AC    | Péter Lóránt       | 1985 | 207 cm | 112 kg |  |
| -  | Italia (bandiera)                        | P     | Brandon Solazzi    | 1997 | 190 cm | 84 kg  |  |
| -  | Italia (bandiera)                        | G     | Michele Caverni    | 1996 | 180 cm |        |  |
| -  | Italia (bandiera)                        | G     | Giacomo Nicolini   | 1996 | 185 cm |        |  |

| Allenatore                                                                                 |
| - Sandro Dell'Agnello (fino al 13 gennaio) - Riccardo Paolini (dal 13 gennaio)             |
| Assistente/i                                                                               |
| - Umberto Badioli - Spiro Leka Legenda - (C) Capitano - (IN) Inattivo - Infortunato Roster |

## Staff tecnico
- Allenatore: Riccardo Paolini
- Vice Allenatore Umberto Badioli
- Assistente Allenatore: Spiro Leka
- Preparatore Atletico: Roberto Venerandi
- Medici: Piero Benelli - Massimo Mancino
- Fisioterapisti: Saverio Serafini - Roberto Tamburini
- Responsabile Tecnico Settore Giovanile: Umberto Badioli
- Direttore Sportivo: Stefano Cioppi

## Mercato

### Sessione estiva
| Acquisti | Acquisti         | Acquisti                | Acquisti      | Acquisti |
| R.       | Nome             | da                      | Modalità      |          |
| -------- | ---------------- | ----------------------- | ------------- | -------- |
| A        | LaQuinton Ross   | Ohio State Buckeyes     | definitivo    |          |
| C        | Wally Judge      | Rutgers Scarlet Knights | definitivo    |          |
| G        | Anthony Myles    | Rider Broncs            | definitivo    |          |
| C        | Juvonte Reddic   | VCU Rams                | definitivo    |          |
| P        | Kendall Williams | New Mexico Lobos        | definitivo    |          |
| P        | Nicolò Basile    | Fulgor L. Forlì         | definitivo    |          |
| A        | Tommaso Raspino  | Pall. Biella            | definitivo    |          |
| AP       | Nicholas Crow    | Fulgor L. Forlì         | definitivo    |          |
| AG       | Lorenzo Tortù    | Recanati                | fine prestito |          |

| Cessioni | Cessioni          | Cessioni          | Cessioni       | Cessioni |
| R.       | Nome              | a                 | Modalità       |          |
| -------- | ----------------- | ----------------- | -------------- | -------- |
| P        | Andrea Pecile     | Orlandina         | fine contratto |          |
| P        | Andrea Traini     | Azzurro Napoli    | fine contratto |          |
| C        | O.D. Anosike      | Strasburgo        | fine contratto |          |
| P        | Perry Petty       | Virtus Roma       | fine contratto |          |
| C        | Marc Trasolini    | Scandone Avellino | fine contratto |          |
| G        | Elston Turner     | Élan Chalon       | fine contratto |          |
| AP       | Ravern Johnson    | Free agent        | fine contratto |          |
| AG       | Luigi Dordei      | Free agent        | fine contratto |          |
| AG       | Andrea Bartolucci | A. Costa Imola    | fine contratto |          |
| PG       | Diego Terenzi     | Recanati          | prestito       |          |

### Dopo l'inizio della stagione
| Acquisti | Acquisti     | Acquisti    | Acquisti   | Acquisti |
| R.       | Nome         | da          | Modalità   |          |
| -------- | ------------ | ----------- | ---------- | -------- |
| P        | Chris Wright | Free agent  | definitivo |          |
| G        | Frank Gaines | Juvecaserta | definitivo |          |
| C        | Péter Lóránt | Free agent  | definitivo |          |

| Cessioni | Cessioni            | Cessioni       | Cessioni    | Cessioni |
| R.       | Nome                | a              | Modalità    |          |
| -------- | ------------------- | -------------- | ----------- | -------- |
| G        | Frank Gaines        | Oklahoma Blue  | rescissione |          |
| ALL      | Sandro Dell'Agnello | Free agent     | rescissione |          |
| C        | Juvonte Reddic      | Virtus Bologna | rescissione |          |
| P        | Kendall Williams    | Jesi Academy   | rescissione |          |